# Beisbol als Jocs Olímpics d'estiu de 2020
El beisbol és un dels esports que es disputaran als Jocs Olímpics d'Estiu de 2020, realitzats a la ciutat de Tòquio, Japó. La competició tindrà lloc del 28 de juliol al 7 d'agost de 2021. Serà la primera vegada que es disputi des dels Jocs Olímpics d'Estiu de 2008 de Pequín. Amb tot, no es disputarà el 2024. El torneig estava previst inicialment celebrar-se el 2020, però el 24 de març del 2020, els Jocs Olímpics es van ajornar al 2021 per la pandèmia de COVID-19. Degut a aquesta pandèmia, els Jocs es juguen a porta tancada.

## Qualificació
Sis equips es van classificar per aquests Jocs, entre ells el Japó, que, com a país amfitrió, es classifica automàticament. Israel es va classificar guanyant el torneig continental Europa/Àfrica de setembre de 2019. Dos equips es van classificar procedents del torneig WBSC Premier12 de novembre de 2019. Corea del Sud, com a millor equip de la regió d'Àsia/Oceania i Mèxic, com a millor classificat d'Amèrica.
Els Estats Units es van classificar guanyant el torneig de classificació d'Amèrica, inicialment previst pel març de 2020, però que es va ajornar al maig/juny del 2021 per culpa de la pandèmia de coronavirus.
La darrera plaça fou per la República Dominicana, que va guanyar un torneig mundial de classificació a finals de juny de 2021.
| Prova                                    | Data                         | Lloc                             | Places | Qualificat            |
| ---------------------------------------- | ---------------------------- | -------------------------------- | ------ | --------------------- |
| País amfitrió                            | N/D                          | N/D                              | 1      | Japó                  |
| Torneig de classificació d'Àfrica/Europa | 18–22 de setembre de 2019    | Bolonya / Parma                  | 1      | Israel                |
| WBSC Premier12 2019                      | 2–17 de novembre de 2019     | Tòquio¹                          | 2      | Mèxic · Corea del Sud |
| Torneig de classificació d'Amèrica       | 31 de maig–5 de juny de 2021 | Port St. Lucie / West Palm Beach | 1      | Estats Units          |
| Darrer Torneig de classificació          | 22–26 de juny de 2021        | Puebla                           | 1      | República Dominicana  |
| Total                                    |                              |                                  | 6      |                       |

## Calendari de competició
| GS | Fase de grups | KO | Eliminatòries | B | Partit per la medalla de bronze | F | Partit per la medalla d'or |

| Dic 28 | Dij 29 | Div 30 | Dis 31 | Diu 1 | Dil 2 | Dim 3 | Dic 4 | Dij 5 | Div 6 | Dis 7 | Dis 7 |
| ------ | ------ | ------ | ------ | ----- | ----- | ----- | ----- | ----- | ----- | ----- | ----- |
| GS     | GS     | GS     | GS     | KO    | KO    | KO    | KO    | KO    |       | B     | F     |

## Equips participants
Un total de sis equips participen en la competició de beisbol.
- Corea del Sud
- Estats Units
- Israel
- Japó
- Mèxic
- República Dominicana

## Medallistes
| Competició      | Or | Plata | Bronze |
| Torneig masculí | JapóKōyō Aoyagi · Suguru Iwazaki · Masato Morishita · Hiromi Itoh · Yoshinobu Yamamoto · Masahiro Tanaka · Yasuaki Yamasaki · Ryoji Kuribayashi · Yūdai Ōno · Kodai Senga · Kaima Taira · Ryutaro Umeno · Takuya Kai · Tetsuto Yamada · Sōsuke Genda · Hideto Asamura · Ryosuke Kikuchi · Hayato Sakamoto · Munetaka Murakami · Kensuke Kondo · Yuki Yanagita · Ryoya Kurihara · Masataka Yoshida · Seiya Suzuki | Estats UnitsShane Baz · Anthony Carter · Brandon Dickson · Anthony Gose · Edwin Jackson · Scott Kazmir · Nick Martinez · Scott McGough · David Robertson · Joe Ryan · Ryder Ryan · Simeon Woods Richardson · Tim Federowicz · Mark Kolozsvary · Nick Allen · Eddy Alvarez · Triston Casas · Todd Frazier · Jamie Westbrook · Tyler Austin · Eric Filia · Patrick Kivlehan · Jack López · Bubba Starling | República DominicanaDarío Álvarez · Gabriel Arias · Jairo Asencio · Luis Felipe Castillo · Jumbo Díaz · Junior García · Jhan Mariñez · Cristopher Mercedes · Denyi Reyes · Ramón Rosso · Ángel Sánchez · Raúl Valdés · Roldani Baldwin · Charlie Valerio · José Bautista · Juan Francisco · Jeison Guzmán · Erick Mejia · Gustavo Núñez · Emilio Bonifácio · Melky Cabrera · Johan Mieses · Yefri Pérez · Julio Rodríguez |

## Fase de grups

### Grup A
| Pos | Equip                | PJ | G | P | GF | GC | DG | Pts | PD | Classificació        |
| --- | -------------------- | -- | - | - | -- | -- | -- | --- | -- | -------------------- |
| 1   | Japó (H)             | 2  | 2 | 0 | 11 | 7  | +4 | 4   | —  | 2a ronda             |
| 2   | República Dominicana | 2  | 1 | 1 | 4  | 4  | 0  | 3   | 1  | 1a ronda partit #2   |
| 3   | Mèxic                | 2  | 0 | 2 | 4  | 8  | −4 | 2   | 2  | 1a ronda 1 partit #1 |

### Group B
| Pos | Equip         | PJ | G | P | GF | GC | DG | Pts | PD | Classificació        |
| --- | ------------- | -- | - | - | -- | -- | -- | --- | -- | -------------------- |
| 1   | Estats Units  | 2  | 2 | 0 | 12 | 3  | +9 | 4   | —  | 2a ronda             |
| 2   | Corea del Sud | 2  | 1 | 1 | 8  | 9  | −1 | 3   | 1  | 1a ronda partit #2   |
| 3   | Israel        | 2  | 0 | 2 | 6  | 14 | −8 | 2   | 2  | 1a ronda 1 partit #1 |

## Fase final
|  | 1a ronda             | 1a ronda                 |                          |               | 2a ronda | 2a ronda                        |                                 |  | Semifinals | Semifinals |  |  | Partit per la medalla d'or | Partit per la medalla d'or |
|  |                      |                          |                          |               |          |                                 |                                 |  |            |            |  |  |                            |                            |
|  | #1                   |                          |                          |               |          |                                 |                                 |  |            |            |  |  |                            |                            |
|  |                      |                          |                          |               |          |                                 |                                 |  |            |            |  |  |                            |                            |
|  | Israel               | 12                       |                          |               |          |                                 |                                 |  |            |            |  |  |                            |                            |
|  | Israel               | 12                       | #3                       |               |          |                                 |                                 |  |            |            |  |  |                            |                            |
|  | Mèxic                | 5                        |                          |               |          |                                 |                                 |  |            |            |  |  |                            |                            |
|  | Mèxic                | 5                        | Israel                   | 1             |          |                                 |                                 |  |            |            |  |  |                            |                            |
|  | #2                   |                          | Israel                   | 1             |          |                                 |                                 |  |            |            |  |  |                            |                            |
|  |                      | Corea del Sud (7)        | 11                       |               |          |                                 |                                 |  |            |            |  |  |                            |                            |
|  | República Dominicana | Corea del Sud (7)        | 11                       | 3             |          |                                 |                                 |  |            |            |  |  |                            |                            |
|  | República Dominicana |                          | #7                       | 3             |          |                                 |                                 |  |            |            |  |  |                            |                            |
|  | Corea del Sud        | 4                        |                          |               |          |                                 |                                 |  |            |            |  |  |                            |                            |
|  | Corea del Sud        | 4                        | Corea del Sud            | 2             |          |                                 |                                 |  |            |            |  |  |                            |                            |
|  |                      |                          | Corea del Sud            | 2             |          |                                 |                                 |  |            |            |  |  |                            |                            |
|  |                      | Japó                     | 5                        |               |          |                                 |                                 |  |            |            |  |  |                            |                            |
|  |                      | Japó                     | 5                        |               |          |                                 |                                 |  |            |            |  |  |                            |                            |
|  | #4                   |                          |                          |               |          |                                 |                                 |  |            |            |  |  |                            |                            |
|  |                      |                          |                          |               |          |                                 |                                 |  |            |            |  |  |                            |                            |
|  | Estats Units         | 6                        |                          |               |          |                                 |                                 |  |            |            |  |  |                            |                            |
|  | Estats Units         | 6                        |                          |               |          |                                 |                                 |  |            |            |  |  |                            |                            |
|  |                      |                          | Japó (10)                | 7             |          |                                 |                                 |  |            |            |  |  |                            |                            |
|  |                      |                          | Japó (10)                | 7             |          |                                 |                                 |  |            |            |  |  |                            |                            |
|  |                      |                          | #10                      |               |          |                                 |                                 |  |            |            |  |  |                            |                            |
|  |                      |                          |                          |               |          |                                 |                                 |  |            |            |  |  |                            |                            |
|  | Japó                 | 2                        |                          |               |          |                                 |                                 |  |            |            |  |  |                            |                            |
|  | Japó                 | 2                        | #5 (1a ronda de repesca) |               |          |                                 |                                 |  |            |            |  |  |                            |                            |
|  |                      | Estats Units             | 0                        |               |          |                                 |                                 |  |            |            |  |  |                            |                            |
|  | Israel               | Estats Units             | 0                        | 6             |          |                                 |                                 |  |            |            |  |  |                            |                            |
|  | Israel               | #6 (2a ronda de repesca) |                          | 6             |          |                                 |                                 |  |            |            |  |  |                            |                            |
|  | República Dominicana | 7                        |                          |               |          |                                 |                                 |  |            |            |  |  |                            |                            |
|  | República Dominicana | 7                        | República Dominicana     | 1             |          |                                 |                                 |  |            |            |  |  |                            |                            |
|  |                      |                          | República Dominicana     | 1             |          |                                 |                                 |  |            |            |  |  |                            |                            |
|  |                      |                          | Estats Units             | 3             |          |                                 |                                 |  |            |            |  |  |                            |                            |
|  |                      |                          | Estats Units             | 3             |          |                                 |                                 |  |            |            |  |  |                            |                            |
|  |                      |                          | #8                       |               |          |                                 |                                 |  |            |            |  |  |                            |                            |
|  |                      |                          |                          |               |          |                                 |                                 |  |            |            |  |  |                            |                            |
|  | Estats Units         | 7                        |                          |               |          |                                 |                                 |  |            |            |  |  |                            |                            |
|  | Estats Units         | 7                        |                          |               |          |                                 |                                 |  |            |            |  |  |                            |                            |
|  |                      |                          | Corea del Sud            | 2             |          | Partit per la medalla de bronze | Partit per la medalla de bronze |  |            |            |  |  |                            |                            |
|  |                      |                          | Corea del Sud            | 2             |          | Partit per la medalla de bronze | Partit per la medalla de bronze |  |            |            |  |  |                            |                            |
|  |                      |                          |                          |               | #9       |                                 |                                 |  |            |            |  |  |                            |                            |
|  |                      |                          |                          |               |          |                                 |                                 |  |            |            |  |  |                            |                            |
|  | República Dominicana | 10                       |                          |               |          |                                 |                                 |  |            |            |  |  |                            |                            |
|  | República Dominicana | 10                       |                          |               |          |                                 |                                 |  |            |            |  |  |                            |                            |
|  |                      |                          |                          | Corea del Sud | 6        |                                 |                                 |  |            |            |  |  |                            |                            |
|  |                      |                          |                          | Corea del Sud | 6        |                                 |                                 |  |            |            |  |  |                            |                            |
|  |                      |                          |                          |               |          |                                 |                                 |  |            |            |  |  |                            |                            |
|  |                      |                          |                          |               |          |                                 |                                 |  |            |            |  |  |                            |                            |
|  |                      |                          |                          |               |          |                                 |                                 |  |            |            |  |  |                            |                            |

## Classificació final
| Posició | Equip                | Resultats |
| ------- | -------------------- | --------- |
| Gold    | Japó                 | 5–0       |
| Silver  | Estats Units         | 4–2       |
| Bronze  | República Dominicana | 3–3       |
| 4       | Corea del Sud        | 3–4       |
| 5       | Israel               | 1–4       |
| 6       | Mèxic                | 0–3       |